# Diocesi di Valleyfield
La diocesi di Valleyfield (in latino: Dioecesis Campivallensis) è una sede della Chiesa cattolica in Canada suffraganea dell'arcidiocesi di Montréal. Nel 2022 contava 229.390 battezzati su 390.474 abitanti. È retta dal vescovo Alain Faubert.

## Territorio
La diocesi si trova nella parte meridionale della regione della Montérégie nella provincia canadese del Québec. Comprende interamente le municipalità regionali di contea di Beauharnois-Salaberry, Le Haut-Saint-Laurent e Vaudreuil-Soulanges, e in parte quelle di Les Jardins-de-Napierville e di Roussillon.
Sede vescovile è la città di Salaberry-de-Valleyfield, dove si trova la cattedrale di Santa Cecilia.
Il territorio si estende su 3.225 km² ed è suddiviso in 23 parrocchie.

## Storia
La diocesi è stata eretta il 5 aprile 1892 con la bolla Universalis Ecclesiae di papa Leone XIII, ricavandone il territorio dall'arcidiocesi di Montréal.

## Cronotassi dei vescovi
Si omettono i periodi di sede vacante non superiori ai 2 anni o non storicamente accertati.
- Joseph-Médard Émard † (5 aprile 1892 - 2 giugno 1922 nominato arcivescovo di Ottawa)
- Felix-Raymond-Marie Rouleau, O.P. † (9 marzo 1923 - 9 luglio 1926 nominato arcivescovo di Québec)
- Joseph Alfred Langlois † (10 luglio 1926 - 22 settembre 1966 deceduto)
- Percival Caza † (22 settembre 1966 succeduto - 18 marzo 1969 ritirato)
- Guy Bélanger † (17 ottobre 1969 - 15 ottobre 1975 deceduto)
- Robert Lebel † (26 marzo 1976 - 30 giugno 2000 ritirato)
- Luc Cyr (10 maggio 2001 - 26 luglio 2011 nominato arcivescovo di Sherbrooke)
- Noël Simard (30 dicembre 2011 - 12 settembre 2024 ritirato)
- Alain Faubert, dal 12 settembre 2024

## Statistiche
La diocesi nel 2022 su una popolazione di 390.474 persone contava 229.390 battezzati, corrispondenti al 58,7% del totale.
| anno | popolazione | popolazione | popolazione | presbiteri | presbiteri | presbiteri | presbiteri                | diaconi | religiosi | religiosi | parrocchie |
| anno | battezzati  | totale      | %           | numero     | secolari   | regolari   | battezzati per presbitero | diaconi | uomini    | donne     | parrocchie |
| ---- | ----------- | ----------- | ----------- | ---------- | ---------- | ---------- | ------------------------- | ------- | --------- | --------- | ---------- |
| 1949 | 77.033      | 87.000      | 88,5        | 187        | 140        | 47         | 411                       |         | 178       | 606       | 50         |
| 1966 | 118.333     | 137.217     | 86,2        | 242        | 170        | 72         | 488                       |         |           |           | 68         |
| 1970 | 125.501     | 158.871     | 79,0        | 213        | 133        | 80         | 589                       |         | 191       | 517       | 62         |
| 1976 | 146.894     | 177.388     | 82,8        | 189        | 126        | 63         | 777                       |         | 181       | 454       | 66         |
| 1980 | 167.971     | 193.500     | 86,8        | 171        | 120        | 51         | 982                       | 1       | 150       | 381       | 65         |
| 1990 | 184.300     | 204.800     | 90,0        | 135        | 92         | 43         | 1.365                     | 7       | 120       | 328       | 65         |
| 1999 | 185.285     | 232.828     | 79,6        | 111        | 80         | 31         | 1.669                     | 9       | 79        | 93        | 64         |
| 2000 | 185.285     | 232.828     | 79,6        | 110        | 79         | 31         | 1.684                     | 9       | 72        | 93        | 63         |
| 2001 | 185.295     | 232.828     | 79,6        | 104        | 77         | 27         | 1.781                     | 10      | 62        | 88        | 63         |
| 2002 | 185.295     | 232.828     | 79,6        | 105        | 77         | 28         | 1.764                     | 10      | 51        | 96        | 63         |
| 2003 | 185.295     | 232.828     | 79,6        | 90         | 68         | 22         | 2.058                     | 11      | 45        | 92        | 63         |
| 2004 | 185.295     | 232.828     | 79,6        | 92         | 69         | 23         | 2.014                     | 12      | 46        | 98        | 62         |
| 2010 | 201.000     | 272.000     | 73,9        | 73         | 59         | 14         | 2.753                     | 17      | 31        | 76        | 26         |
| 2014 | 209.300     | 284.000     | 73,7        | 65         | 53         | 12         | 3.220                     | 15      | 27        | 22        | 25         |
| 2017 | 213.875     | 293.690     | 72,8        | 57         | 48         | 9          | 3.752                     | 15      | 27        | 16        | 22         |
| 2020 | 222.270     | 305.200     | 72,8        | 51         | 39         | 12         | 4.358                     | 15      | 22        | 19        | 23         |
| 2022 | 229.390     | 390.474     | 58,7        | 50         | 36         | 14         | 4.587                     | 15      | 24        | 16        | 23         |